# Ramučiai
Ramučiai är en ort i Litauen. Den ligger i den centrala delen av landet, 80 km väster om huvudstaden Vilnius. Ramučiai ligger 73 meter över havet och antalet invånare är 1 583.
Terrängen runt Ramučiai är platt. Runt Ramučiai är det tätbefolkat, med 530 invånare per kvadratkilometer. Närmaste större samhälle är Kaunas, 10,2 km sydväst om Ramučiai. I omgivningarna runt Ramučiai växer i huvudsak blandskog.